# Große Chinesische Hungersnot
Die Große Chinesische Hungersnot ereignete sich in den Jahren 1959 bis 1961 in der Volksrepublik China. Einige Gelehrte schlossen auch das Jahr 1958 oder 1962 ein. Die Jahre des Hungerns werden in China auch als „die drei bitteren Jahre“ bezeichnet. Die Schätzungen der Toten reichen von 15 bis 55 Millionen Menschen. Es wird allgemein als die größte Hungersnot in der Geschichte der Menschheit sowie als eine der größten von Menschen verursachten Katastrophen angesehen.
Die Hauptursachen für die Hungersnot waren der Große Sprung nach vorn und institutionelle Maßnahmen wie die Volkskommune. Während der „7000-Kader-Konferenz“ Anfang 1962 führte Liu Shaoqi, der zweite Staatspräsident der Volksrepublik China, offiziell 30 % der Hungersnot auf Naturkatastrophen und 70 % auf von Menschen verursachte Fehler zurück. Nach dem Start von „Reform und Öffnung“ erklärte die Kommunistische Partei Chinas im Jahr 1981 offiziell, die Hungersnot sei hauptsächlich auf die Fehler des „Großer Sprung nach vorn“ und der „Anti-Rechts-Kampagne“ zurückzuführen, zusätzlich zu einigen Naturkatastrophen und dem „Chinesisch-sowjetischen Zerwürfnis“.

## Terminologie
Vor Juni 1981 nannte es die Kommunistische Partei Chinas „Dreijährige Naturkatastrophe“  (三年自然災害 / 三年自然灾害,  Sānnián zìrán zāihài).
Seit Juni 1981 nannte es die Kommunistische Partei Chinas „Dreijährige Schwierigkeitsperiode“ (三年困難時期 / 三年困难时期,  Sānnián kùnnán shíqī).

## Datenlage

### Produktionsrückgang
Die Getreideproduktion sank in China Jahr für Jahr. Die Ernte ging im Jahr 1959 um 15 % zurück. Bis 1960 lag sie bei 70 % des Niveaus von 1958. Es gab keine Erholung bis im Jahr 1962 der „Große Sprung nach vorn“ endete.
Laut dem China Statistical Yearbook fiel die Getreideproduktion von 200 Millionen Tonnen (1958) auf 143,5 Millionen Tonnen (1960).

### Zahl der Todesopfer

Geburten- und Sterblichkeitsrate in China.

Laut den Regierungsstatistiken starben 15 Millionen Menschen während der Hungersnot. Inoffizielle Schätzungen variieren, Forscher schätzen die Anzahl von Hungertoten jedoch auf zwischen 20 und 43 Millionen. Der Geschichtsforscher Frank Dikötter, dem besonderer Zugang zu chinesischem Archivmaterial gewährt wurde, schätzt, dass es mindestens 45 Millionen vorzeitige Todesfälle zwischen den Jahren 1958 und 1962 gab. Der chinesische Journalist Yang Jisheng folgerte, dass es 36 Millionen Tote durch Verhungern gab, während weitere 40 Millionen nicht geboren wurden, sodass „China’s total population loss during the Great Famine then comes to 76 million.“ (Deutsch: „Chinas gesamter Bevölkerungsverlust während der Großen Hungersnot beläuft sich auf 76 Millionen.“)

Veränderung der chinesischen Bevölkerung.

Auf Grund des Nahrungsmittelmangels und des damaligen Anreizsystems zum Heiraten lag die Bevölkerungszahl im Jahr 1961 bei ca. 658.590.000, ca. 13.480.000 weniger als 1959. Die Geburtenrate fiel von 2,922 % (1958) auf 2,086 % (1960) und die Sterberate stieg von 1,198 % (1958) auf 2,543 % (1960), während die durchschnittlichen Werte für 1962–1965 bei ca. 4 % bzw. 1 % lagen. Noch in den 1970er Jahren wurde die landwirtschaftliche Nutzfläche im Vergleich pro Kopf auf 1,3 Hektar für die USA, 0,75 Hektar für die Sowjetunion und nur 0,18 Hektar für die Volksrepublik China berechnet – die Ernährungslage erschien weiterhin schwierig.
Die offiziell berichtete Sterberate wies in einigen Provinzen und Bezirken eine viel dramatischere Steigerung auf. So berichtete die Regierung beispielsweise für die Provinz Sichuan, die bevölkerungsreichste Provinz Chinas, 11 Millionen Tote bei einer durchschnittlichen Bevölkerung von ca. 70 Millionen zwischen 1958 und 1961. Im Verwaltungsbezirk Huaibin berichtete die Regierung 102.000 Tote bei einer Bevölkerung von 378.000 (1960). Auf nationaler Ebene enthalten die offiziellen Statistiken ca. 15 Millionen sogenannte „excess deaths“ (deutsch: Übersterblichkeit) oder „abnormal deaths“ (deutsch: nichtnatürliche Todesursache), die meisten aufgrund von Hungertod.
Yu Dehong, Sekretär eines Parteifunktionärs in Xinyang (1959 und 1960), behauptete,

“I went to one village and saw 100 corpses, then another village and another 100 corpses. No one paid attention to them. People said that dogs were eating the bodies. Not true, I said. The dogs had long ago been eaten by the people.”

„Ich ging in ein Dorf und sah 100 Leichen, dann im nächsten Dorf weitere 100 Leichen. Niemand nahm Notiz von ihnen. Man sagte, dass die Hunde die Leichen fräßen. Das kann nicht sein, sagte ich, denn die Hunde waren längst von den Menschen gegessen worden.“

Überwiegend wird die Auffassung vertreten, dass die Regierung stark untertriebene Opferzahlen angab: Lu Baoguo, ein Reporter in Xinyang der Zeitung Xinhua, erzählte Yang Jisheng darüber, warum er nie über seine Erfahrung berichtete:

“In the second half of 1959, I took a long-distance bus from Xinyang to Luoshan and Gushi. Out of the window, I saw one corpse after another in the ditches. On the bus, no one dared to mention the dead. In one county, Guangshan, one-third of the people had died. Although there were dead people everywhere, the local leaders enjoyed good meals and fine liquor. … I had seen people who had told the truth being destroyed. Did I dare to write it?”

„In der zweiten Hälfte 1959 nahm ich einen Fernbus von Xinyang nach Luoshan und Gushi. Vom Fenster aus sah ich eine Leiche nach der anderen in den Straßengräben. Im Bus wagte keiner die Toten zu erwähnen. In einem Bezirk nämlich Guangshan waren ein Drittel der Bevölkerung gestorben. Obwohl überall tote Menschen waren, erfreuten sich die örtlichen Führer reichhaltiger Mahlzeiten und feinen Likörs. … Ich hatte Leute gesehen, die die Wahrheit aussprachen und vernichtet wurden. Durfte ich es wagen, dies zu schreiben?“

Die meisten Forscher schätzen die Zahl der Todesopfer auf 15 bis 55 Millionen. Einige westliche Analytiker wie beispielsweise Patricia Buckley Ebrey (University of Washington) schätzen, dass ca. 20–45 Millionen Menschen den Hungertod gestorben sind, der durch schlechte Regierungspolitik und Naturkatastrophen verursacht war.
- Ein Forschungsteam der Chinesischen Akademie der Wissenschaften kam 1989 zu dem Schluss, dass mindestens 15 Millionen Menschen an Unterernährung starben.[27]

- Li Chengrui (李成瑞), ein ehemaliger Minister des Nationalbüro für Statistik Chinas, schätzt 22 Millionen (1998).[28][29] Seine Schätzung basierte auf der Schätzung (27 Millionen[30][31]) von Ansley J. Coale und der Schätzung (17 Millionen) von Jiang Zhenghua (蒋正华), dem ehemaligen stellvertretenden Vorsitzenden des Ständiger Ausschuss des Nationalen Volkskongresses.[29]
- Judith Banister (Direktor für globale Demografie im Conference Board) schätzt diese Zahl auf ca. 30 Millionen.[5][32][33]
- Cao Shuji (曹树基) von der Jiaotong-Universität Shanghai schätzt 32,5 Millionen.[34][35]
- Der soeben erwähnte Yang Jisheng (2008) schätzt die Zahl der Todesopfer auf 36 Millionen.[36][37]
- Liao Gailong (廖盖隆), ehemaliger Vizedirektor der Abteilung für Geschichtsforschung der Kommunistischen Partei Chinas (KPCh), berichtete über 40 Millionen unnatürliche Todesfälle aufgrund der Hungersnot.[27][38]
- Chen Yizi (陈一谘), ein ehemaliger hochrangiger chinesischer Beamter und Top-Berater des ehemaligen KPCh-Generalsekretärs Zhao Ziyang, kam zu dem Schluss, dass 43 Millionen Menschen an der Hungersnot starben.[39][11][40]
- Der Historiker Frank Dikötter schätzt, dass mindestens 45 Millionen Menschen an Hunger, Überarbeitung und staatlicher Gewalt während des Großen Sprungs nach vorn starben.[22] Sowohl seine Annäherung an die Dokumente als auch sein Anspruch, der erste Autor zu sein, der diese nutzt, wurde jedoch von anderen Gelehrten in Frage gestellt.[41] Dikötters Studie betont ebenfalls, dass die staatliche Gewalt die Zahl der Toten erhöht hat. Er ist der Auffassung, dass mindestens 2,5 Millionen Opfer zu Tode geprügelt oder zu Tode gefoltert wurden.[42] Er gibt ein bildhaftes Beispiel davon, was mit einer Familie geschah, nachdem ein Familienmitglied wegen Diebstahls gefangen worden war:

“Liu Desheng, guilty of poaching a sweet potato, was covered in urine … He, his wife, and his son were also forced into a heap of excrement. Then tongs were used to prise his mouth open after he refused to swallow excrement. He died three weeks later.”

„Liu Desheng, schuldig des Diebstahl einer Süßkartoffel, wurde mit Urin bedeckt … Er, seine Frau und sein Sohn wurden außerdem in einen Fäkalienhaufen gezwungen. Sodann wurden Zangen eingesetzt, um den Mund aufzubrechen, nachdem er sich geweigert hatte, Exkremente zu schlucken. Er starb drei Wochen später.“

- Yu Xiguang (余习广), ein unabhängiger chinesischer Historiker und ehemaliger Ausbilder an der Zentrale Parteihochschule der Kommunistischen Partei Chinas, schätzte, dass 55 Millionen Menschen an der Hungersnot starben.[11][44][45][46] Seine Schlussfolgerung basierte auf zwei Jahrzehnten Archivforschung.[11]

### Kannibalismus
Es gibt umfassende mündliche Berichte sowie einige offizielle Dokumentationen über Kannibalismus, der in verschiedenen Formen als Resultat der Hungersnot vorkam. Aufgrund des Umfangs der Hungersnot wurde der daraus resultierende Kannibalismus als so noch nie in der Geschichte des 20. Jahrhunderts dagewesen beschrieben.

## Ursachen

### Großer Sprung nach vorn
Die Große Chinesische Hungersnot wurde durch sozialen Druck, wirtschaftliches Missmanagement und einen radikalen Umbau der Landwirtschaft verursacht. Mao Zedong, Vorsitzender der Kommunistischen Partei Chinas, führte drastische Veränderungen im Landbau ein, die Privateigentum untersagten. Verstöße hiergegen führten zur Verfolgung. Der soziale Druck, der den Bürgern hinsichtlich Landwirtschaft und Gewerbe auferlegt wurde, die seitens der Regierung kontrolliert wurde, führte zu staatlicher Instabilität. Den während des „Großen Sprungs nach vorn“ zwischen den Jahren 1958 und 1962 verabschiedeten Gesetzen geschuldet, starben Regierungsstatistiken zufolge ungefähr 36 Millionen Menschen in diesem Zeitraum.
Die Eisen- und Stahlproduktion wurde als Schlüsselindustrie für wirtschaftlichen Fortschritt identifiziert. Millionen Bauern wurden aus der Landwirtschaft abgezogen, um die Belegschaften der Betriebe der Stahl- und Eisenindustrie personell zu verstärken.

#### Volkskommune

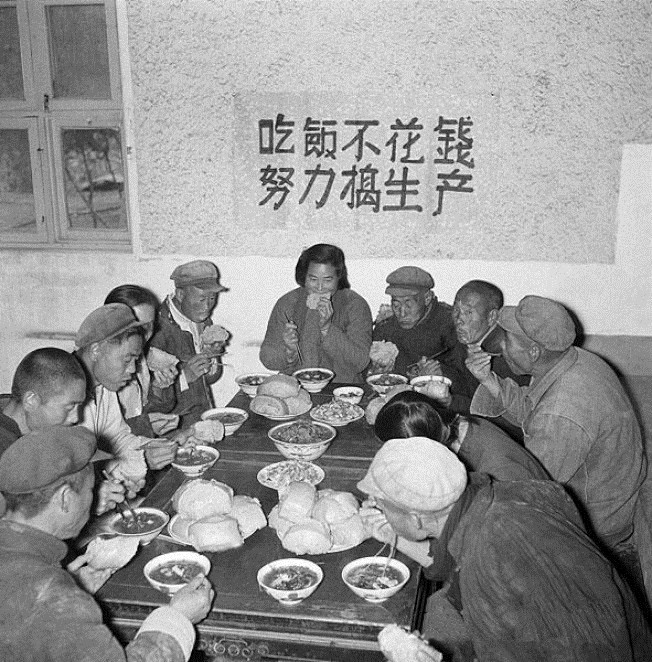
Die Kantine in einer Volkskommune. Der Slogan lautet „Iss frei, arbeite hart.“.

Während des Großen Sprunges nach vorn wurde die Landwirtschaft in Volkskommunen organisiert und der private Anbau verboten.
Yang Jisheng fasste die Auswirkung des Fokus auf Produktionsziele im Jahr 2008 wie folgt zusammen:

“In Xinyang, people starved at the doors of the grain warehouses. As they died, they shouted, "Communist Party, Chairman Mao, save us". If the granaries of Henan and Hebei had been opened, no one need have died. As people were dying in large numbers around them, officials did not think to save them. Their only concern was how to fulfill the delivery of grain.”

„In Xinyang verhungerten die Menschen vor den Türen der Getreidespeicher. Während sie starben, riefen sie „Kommunistische Partei, Vorsitzender Mao, rettet uns!“ Wenn die Kornspeicher von Henan und Hebei geöffnet worden wären, hätte niemand sterben müssen. Die Funktionäre dachten gar nicht daran, die um sie herum Sterbenden zu retten. Ihre einzige Sorge galt der Ablieferung des Getreides.“

#### Ausrottung der vier Plagen
Im Zuge der Kampagne „Ausrottung der vier Plagen“ wurden neben Ratten, Fliegen und Stechmücken auch Spatzen in großer Zahl gejagt. Infolgedessen nahm die Zahl von Schädlingen zu und wirkte sich negativ auf die Pflanzenproduktion aus.

#### Gefälschte Daten
Die örtlichen Parteiführer ihrerseits konspirierten, um Versäumnisse zu vertuschen und die Schuld auf andere zu schieben, um ihr eigenes Leben und Positionen zu schützen. Bei einem berühmten Beispiel wurde angekündigt, dass Mao Zedong eine örtliche landwirtschaftliche Kommune in der Provinz Shaanxi mitten in der größten Hungersnot besichtigten wollte, um die Bedingungen persönlich zu bewerten. In Vorbereitung seines Besuchs beorderten örtliche Parteibeamte hunderte von verhungernden Bauern, vorsichtig hunderttausende von Getreidehalme von Hand zu entwurzeln und dann von nahegelegenen Betrieben in ein „Musterfeld“ zu verpflanzen, welches anschließend Mao gezeigt wurde, als Beweis, dass die Ernte nicht misslungen war. Ähnlich der schweren partiell anthropogenen Hungersnot in der UdSSR, von der die Ukraine am schlimmsten betroffen war (Holodomor) wurde Ärzten verboten, „Verhungern“ als Todesursache auf den Totenscheinen anzuführen. Ein berühmtes Propaganda-Bild von der Hungersnot zeigt chinesische Kinder aus der Provinz Shandong, die scheinbar auf einem Weizenfeld stehen, das so dicht gewachsen ist, das es ihr Gewicht tragen kann. Tatsächlich standen sie auf einer Bank versteckt unterhalb der Pflanzen und das „Feld“ bestand vollständig aus einzeln transplantierten Halmen.

#### Landwirtschaftliche Techniken
Zeitgleich mit der Kollektivierung verfügte die Zentralregierung mehrere Änderungen bei den Landwirtschaftstechniken basierend auf den Ideen des sowjetischen Pseudowissenschaftlers Trofim Denissowitsch Lyssenko. Eine dieser Ideen war es, die zu bewirtschaftenden Felder enger zu bepflanzen, wobei die Dichte der Setzlinge zuerst verdreifacht und dann noch einmal verdoppelt wurde, was dazu führte, dass das Saatgut quasi übereinander gepflanzt wurde.
Der Lyssenkoismus behauptete, indem er sich an die stalinistische politische Doktrin hielt, die jegliches gesellschaftliches Versagen (einschließlich des Ernteertrages) mit dem sozialistischen Klassenkampf verknüpfte, dass Pflanzen der gleichen Art (also der gleichen „Klasse“) nicht gegeneinander kämpfen würden und im Gegenteil harmonisch gemeinsam wachsen würden und Felder hoher Dichte produzieren würden. In der Praxis führte dies dazu, dass die Setzlinge um Nährstoffe und Raum konkurrierten und alle Felder, die die Pflanztheorien von Lyssenko anwendeten, kümmerliche Erträge oder vollständige Ernteausfälle zeigten. Eine weitere Politik (bekannt als „Tiefpflügen“) gründete sich auf den Ideen von Lyssenkos Kollegen Tewenty Malzew, der Bauern in ganz China dazu ermutigte, die normale Pflugtiefe von 15 bis 20 cm zu meiden und stattdessen den Boden in einer Tiefe von ein bis zwei Metern zu pflügen. Nach der Tiefpflug-Theorie sei der fruchtbarste Boden tief in der Erde, wodurch ein außergewöhnlich tiefes Pflügen somit ein besonders starkes Wurzelwachstum ermöglichen würde. In seichtem Boden wurden jedoch nutzlose Steine, nutzloser Boden und Sand nach oben befördert und die fruchtbare oberste Bodenschicht begraben, was wiederum zu kümmerlichem Saatwachstum führte.

### Institutionelle Politik

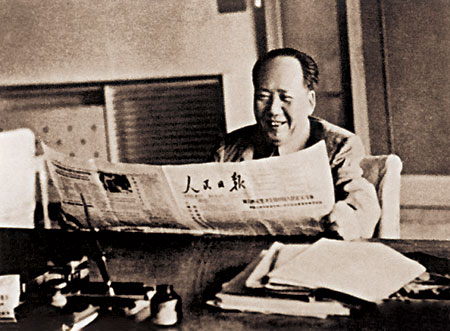
Mao Zedong liest People's Daily (1961).

Der Arbeit des Wirtschaftswissenschaftlers und Experten für Hungersnöte Amartya Sen zufolge entstehen die meisten Hungersnöte nicht einfach durch niedrigere Nahrungsmittelproduktion, sondern auch aufgrund unpassender oder ineffizienter Nahrungsmittelverteilung, oft gepaart mit fehlender Information oder sogar Desinformation hinsichtlich des Ausmaßes des Problems. Im Fall dieser chinesischen Hungersnöte besaß die städtische Bevölkerung (unter den Diktaten des Maoismus) geschützte legale Anrechte auf eine gewisse Menge an Getreideverbrauch, während der Bauernschaft keine derartigen Rechte gewährt worden und sie nicht-verhandelbaren Produktionsquoten unterworfen waren, von deren Überschuss sie überleben mussten. Da die örtlichen Beamten auf dem Lande darin miteinander wetteiferten, die Produktionsniveaus zu übertreiben, die ihre eigenen Gemeinden bei der Umsetzung der neuen ökonomischen Organisation erzielt hatten, verblieb den Bauern vor Ort immer weniger an Überschuss, wenn sie die Quoten erfüllen wollten, und schließlich gab es gar keinen Überschuss mehr. Als sie schließlich noch nicht einmal die erforderlichen Quoten zur Ernährung der Städte erzielten, wurden die bäuerlichen Landwirte zu Unrecht der Hortung, Geschäftemacherei und anderer konterrevolutionärer Aktivitäten seitens der Kommunistischen Partei Chinas beschuldigt, die die massiv aufgeblähten Produktionsschätzungen der örtlichen Parteiführer als Beweis anführte.
Als sich die Hungersnot verschlimmerte, verursachten diese Anschuldigungen ausgedehnte Gräueltaten seitens maoistischer Parteibeamter (einschließlich umfangreicher Getreidekonfiszierungen, die Millionen von Bauern dem Verhungern preisgab), die versuchten, von ihrer Schuld an den schädlichen Veränderungen in der Agrarpolitik und den massiven Überschätzungen der Getreideerträge abzulenken. Zu diesem Zeitpunkt wurde die Hungersnot fast ausschließlich der Verschwörung von „Klassenfeinden“ und „unreformierten Kulak-Elementen“ unter den bäuerlichen Landwirten angelastet, von denen dreimal mehr im Verhungern begriffen waren als die städtische chinesische Bevölkerung. Die Zunahme der Lebensmittelexporte in andere Sozialistische Bruderländer verschärfte die Hungersnot.

### Naturkatastrophen

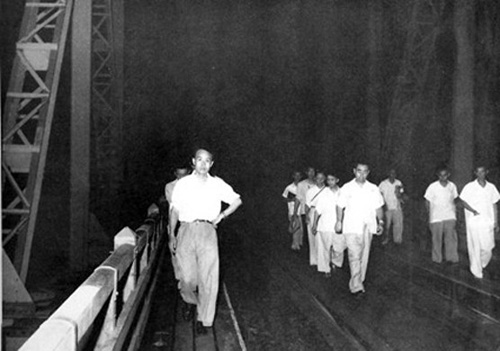
Premier Zhou Enlai (Mitte vorne) besuchte die „Loukou Gelber Fluss Brücke (泺口黄河铁路大桥)“ während der Flut des Gelben Flusses 1958.

Diese fundamental schädlichen Veränderungen bei der Organisation landwirtschaftlicher Betriebe fielen mit widrigen Wettermustern einschließlich Dürren und Überschwemmungen zusammen. 1958 gab es im Gelben Fluss eine Überschwemmung. Diese Flut war die einzige große Flut während der Großen Chinesischen Hungersnot. Sie hat eine halbe Million Acre Ernte (3,04 Millionen mu (亩)) überschwemmt und über 300.000 Häuser zerstört. In der Provinz Henan und der Provinz Shandong  wurden jedoch 2 Millionen Menschen gerufen, um die Dämme und Flussufer zu schützen, und die Überschwemmungen wurden erfolgreich auf den Golf von Bohai geleitet. Auf der anderen Seite hat der Historiker Frank Dikötter argumentiert, dass die meisten Überschwemmungen während der Hungersnot nicht auf ungewöhnliches Wetter zurückzuführen waren, sondern auf massive, schlecht geplante Bewässerungsarbeiten, die Teil des Großer Sprung nach vorn waren. Einige der Projekte, wie der „Rote-Fahne-Kanal“, trugen positiv zur Bewässerung bei, aber Forscher haben darauf hingewiesen, dass das massive Wasserbauprojekt zu vielen Todesfällen durch Hunger, Seuchen und Ertrinken führte, was zur Hungersnot beitrug.
Es gab jedoch Meinungsverschiedenheiten über die Bedeutung der Dürre und der Überschwemmungen für die Auslösung der großen Hungersnot. Nach veröffentlichten Daten der Chinesischen Akademie der Meteorologischen Wissenschaften (中国气象科学研究院) war die Dürre im Jahr 1960 nicht ungewöhnlich und ihre Schwere wurde im Vergleich zu anderen Jahren nur als „milder“ eingestuft – sie war weniger schwerwiegend als die im Jahr 1955. 1963, 1965–1967 und so weiter. Darüber hinaus soll Xue Muqiao (薛暮桥), damals Leiter des Nationalen Statistikamtes von China, 1958 gesagt haben, dass „wir alle Zahlen angeben, die der Vorgesetzte will“, um Naturkatastrophen zu überbewerten und die offizielle Verantwortung für Todesfälle aufgrund von Hunger zu entlasten. Yang Jishen behauptete, er habe andere Quellen untersucht, darunter ein nichtstaatliches Archiv meteorologischer Daten von 350 Wetterstationen in ganz China, und die Dürren, Überschwemmungen und Temperaturen zwischen 1958 und 1961 lagen innerhalb der für China typischen Muster. Einige Wissenschaftler wiesen auch darauf hin, dass die negativen Auswirkungen des Klimas von 1959 bis 1961 bestenfalls lokal waren und definitiv nicht der Hauptgrund für die dreijährige Hungersnot waren, die sich im ganzen Land ausbreitete. Unter den Bedingungen einer reichlichen Nahrungsmittelversorgung haben die Landwirte selbst im Falle einer größeren Katastrophe die Energie und den Enthusiasmus, die Katastrophenverluste auf ein Minimum zu beschränken.

## Nachwirkungen

### Kulturrevolution

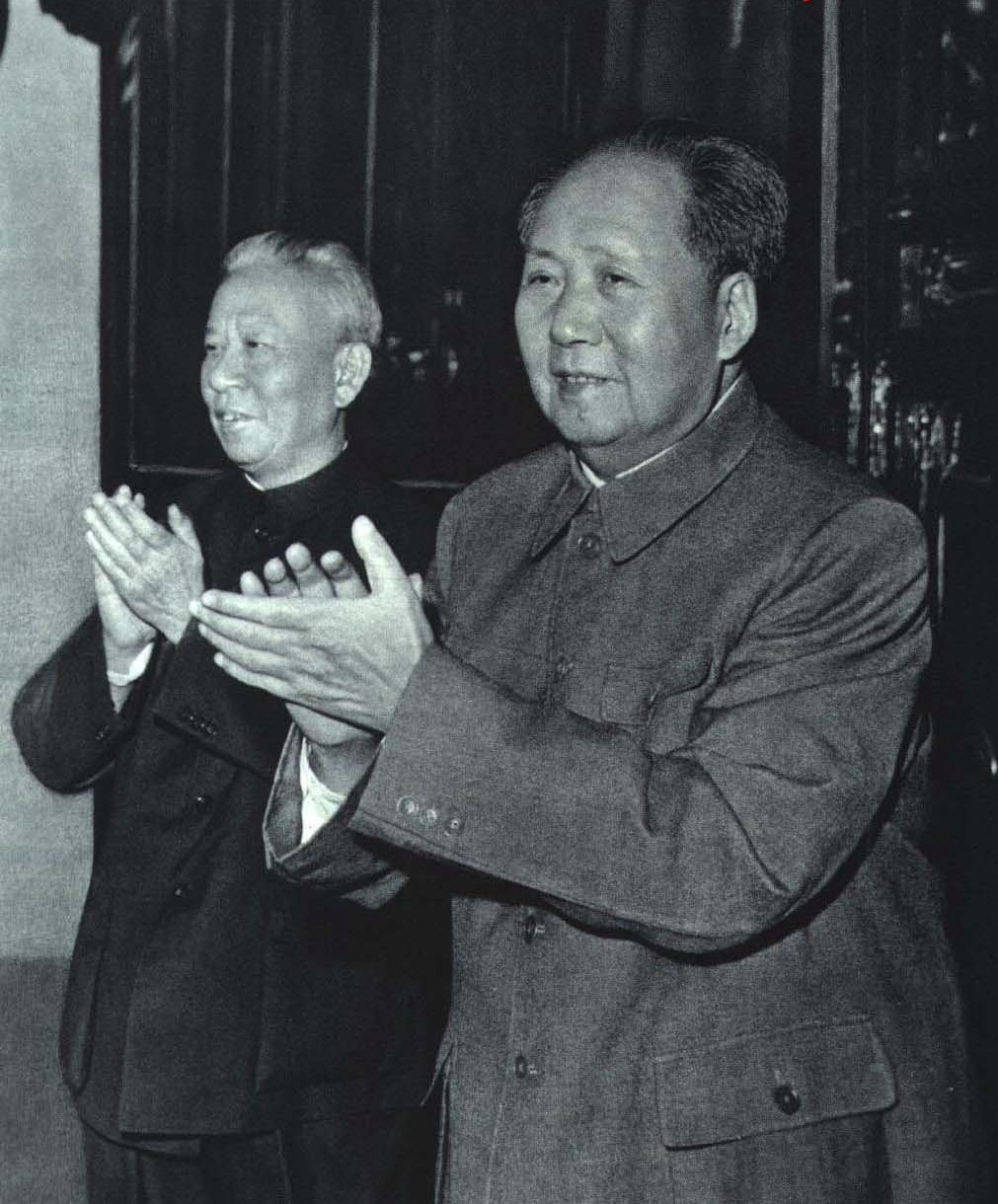
Liu Shaoqi und Mao Zedong (1964).

Im April und Mai 1961 führte der damalige Präsident der Volksrepublik China, Liu Shaoqi, eine 44-tägige Feldforschung in den Dörfern von Hunan durch. Er kam zu dem Schluss, dass die Gründe für die Hungersnot 30 % Naturkatastrophen und 70 % menschliches Versagen waren. Liu gab seine Ergebnisse offiziell während der „7000-Kader-Konferenz (七千人大会)“ Anfang 1962 bekannt.
Das Scheitern des großen Sprunges nach vorne sowie die Hungersnot führten dazu, dass sich Mao Zedong von der aktiven Entscheidungsfindung innerhalb der Kommunistischen Partei und der Regierung zurückzog und verschiedene zukünftige Aufgaben an Liu Shaoqi und Deng Xiaoping übergab. Die Meinungsverschiedenheiten zwischen Mao und Liu (und Deng) nahmen jedoch allmählich zu. 1963 startete Mao die „Sozialistische Erziehungskampagne“  und 1966 startete er die „Kulturrevolution“, bei der Liu beschuldigt wurde, nur 30 Prozent Naturkatastrophen zugeschrieben zu haben, und beschuldigt wurde, ein „Verräter“ zu sein. Liu wurde 1969 zu Tode verfolgt. Deng wurde auch (zweimal) während der Kulturrevolution gesäubert.

### Reformen und Öffnung

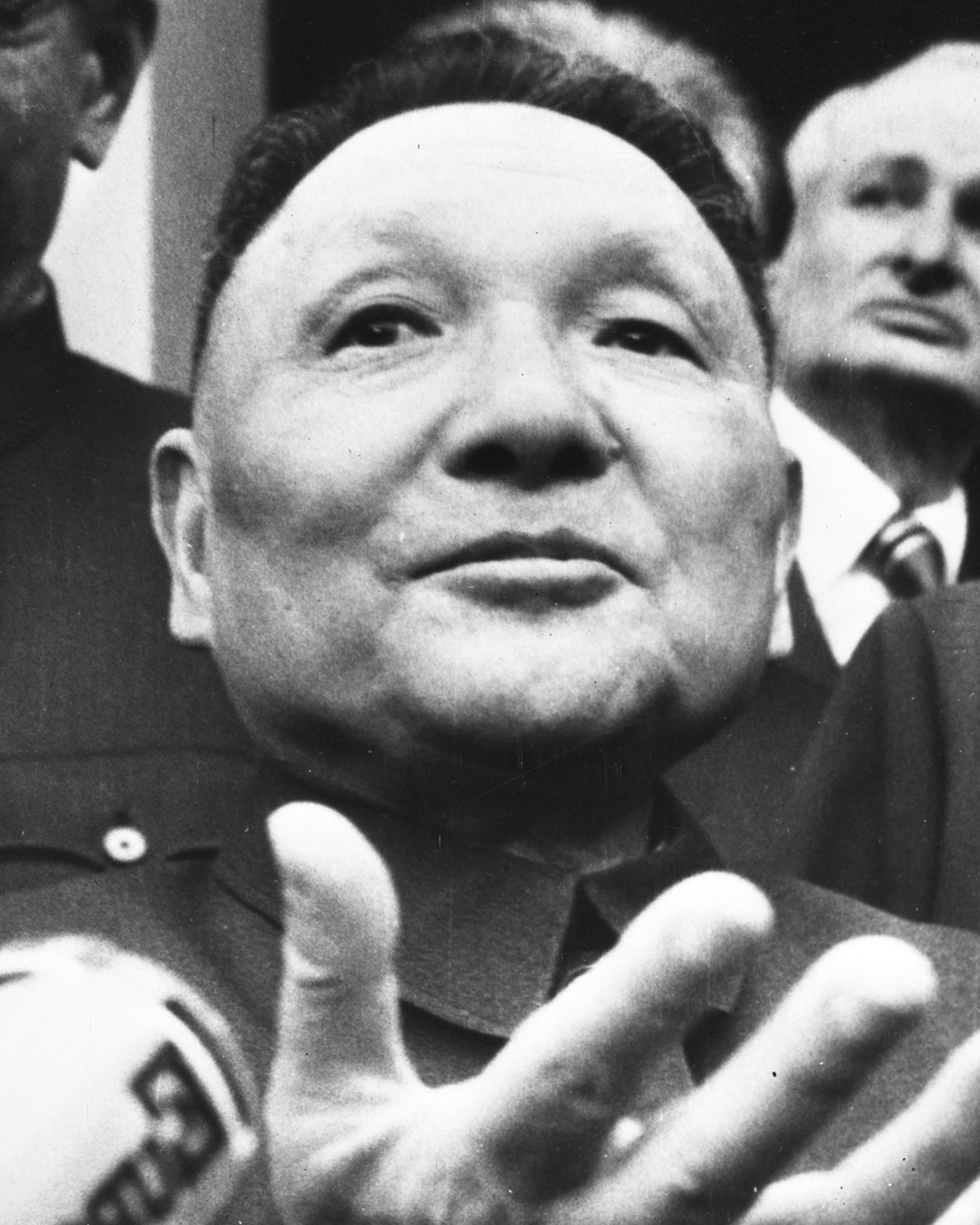
Deng Xiaoping

Nach der Kulturrevolution wurde Deng Xiaoping 1978 der neue Überragende Führer Chinas. In den späten 1970er Jahren startete Deng das Programm „Boluan Fanzheng“, um die Fehler der Kulturrevolution zu korrigieren, und startete das Programm „Reform und Öffnung“. Die landwirtschaftlichen und industriellen Systeme in China haben sich seitdem systematisch verändert. Im Jahr 2010 überholte China Japan und wurde die zweitgrößte Volkswirtschaft der Welt.
Bis in die frühen 1980er Jahre war die Einstellung der chinesischen Regierung, die sich in der Bezeichnung „Dreijährige Naturkatastrophe“ widerspiegelt, dass die Hungersnot überwiegend das Resultat einer Serie von natürlichen Ereignissen war, die durch mehrere Planungsfehler verschlimmert wurden. Im Juni 1981 änderte die Kommunistische Partei Chinas (KPCh) den Namen offiziell in „Dreijährige Schwierigkeitsperiode“ und erklärte die Hungersnot sei hauptsächlich auf die Fehler des „Großer Sprung nach vorn“ und der „Anti-Rechts-Kampagne“ zurückzuführen, zusätzlich zu einigen Naturkatastrophen und der „Chinesisch-sowjetisches Zerwürfnis“.
Wissenschaftler außerhalb Chinas vertraten die Auffassung, dass massive institutionelle und politische Veränderungen, die den Großen Sprung nach vorn begleiteten, die Schlüsselfaktoren zur Hungersnot waren, oder mindestens die durch die Natur verursachten Katastrophen verschlimmerten.

## Weitere Ansichten
Einige behaupten, dass die Hungersnöte in der Republikanischen Ära eine Sterberate von ca. fünf Millionen/Jahr verursachten, also die gleiche Rate wie bei der Großen Hungersnot. Die Hungersnot in Nordchina 1920–1921 beispielsweise verursachte 10 Millionen Tote.
Der Hungersnot-Forscher Cormac Ó Gráda bemerkte, dass bereits vor der Großen Chinesischen Hungersnot Hungersnöte „wiederkehrende Charakteristika der chinesischen Geschichte während des vorausgehenden Jahrhunderts“ waren. Er stellte die „apokalyptische“ Natur solcher Hungersnöte fest, welche, die 'Große nordchinesische Hungersnot’ (1876–1879) eingeschlossen, schätzungsweise zwischen 9,5 und 13 Millionen Tote gefordert hatten. Indem er Yang Jisheng zitiert, hält Ó Gráda auch fest, dass zwischen 1920 und 1936 18,36 Millionen Menschen wegen Hungersnöten verursacht durch Missernten starben, während die Hungersnot von Henan (1943/44) „ihren eigenen Katalog von Widerwärtigkeiten erzeugte“.
Der frühere chinesische Dissident und politische Gefangene Minqi Li, Wirtschaftsprofessor an der University of Utah und Unterstützer maoistischer Politik, hat Daten erfasst, die zeigen, dass selbst die Spitzenwerte der Sterberaten während des Großen Sprungs nach vorn tatsächlich ziemlich typisch im vorkommunistischen China waren. Li argumentiert, dass auf Basis der Durchschnittssterberate über die drei Jahre des 'Großen Sprungs nach vorn' hinweg einige Millionen Leben weniger während dieser Periode starben als unter den normalen Mortalitätsbedingungen vor 1949.
Amartya Sen stellt diese Hungersnot in einen globalen Kontext. Sein Buch Development as Freedom behauptet, dass der Hauptschuldige der Mangel an Demokratie ist. Er fügt hinzu, dass es „schwer vorstellbar [ist], dass irgendetwas ähnliches in einem Lande geschehen könnte, wo an die Wahlurnen gegangen wird und wo es eine unabhängige Presse gibt. Während dieser fürchterlichen Katastrophe unterlag die Regierung keinerlei Druck durch Nachrichtenblätter, die kontrolliert wurden, und auch nicht von oppositionellen Parteien, die es nicht gab“. Gleichwohl merkt Sen in seiner Arbeit Hunger and Public Action an, dass „trotz des gigantischen Ausmaßes übermäßiger Mortalität bei der chinesischen Hungersnot die außerordentliche Mortalität in Indien durch regulären Mangel bereits zu normalen Zeiten jene erheblich [übertrifft].“ Diese Auffassung spiegelt sich auch bei Noam Chomsky in Rogue States: The Rule of Force in World Affairs wider.